# Corynorhynchus latirostris
Corynorhynchus latirostris är en insektsart som beskrevs av Brunner von Wattenwyl 1890. Corynorhynchus latirostris ingår i släktet Corynorhynchus och familjen Proscopiidae. Inga underarter finns listade i Catalogue of Life.